# Siège de Mantes
Guerre de Cent Ans
Batailles
Le siège de Mantes, également appelé prise de Mantes, a lieu le 7 avril 1364, et oppose les troupes de Charles le Mauvais, roi de Navarre, qui tiennent la ville, aux troupes du maréchal de Boucicault et de Bertrand Du Guesclin qui prennent la ville par ruse.

## Préambule
Le roi Jean le Bon, parti pour Londres à la fin de 1363, le dauphin Charles, duc de Normandie, prend la régence et décide, au début de l’année 1364, d’entamer une campagne de reconquête et charge le maréchal de Boucicault d’aller rejoindre Bertrand Du Guesclin qui assiège le château de Rolleboise et de reprendre Mantes et Meulan aux mains du roi de Navarre, Charles le Mauvais.

## Le siège et la prise de la ville
Louis, duc d'Anjou, Bertrand Du Guesclin, Jean III de Châlon, comte d'Auxerre, Antoine, sire de Beaujeu, assiégeaient Rolleboise depuis quelques semaines au moment où le maréchal de Boucicault, arrivant par Saint-Germain-en-Laye, apporte l'ordre du roi exigeant de s'emparer à tout prix de Mantes et de Meulan aux mains de Charles le Mauvais.
Afin de ne pas lever le siège de Rolleboise, les deux capitaines imaginent un stratagème.
Le 7 avril 1364, Boucicault se présente à l'une des portes de Mantes à la tête de 100 chevaux seulement. Il fait semblant d'être poursuivi par les brigands qui occupent le château de Rolleboise et prie instamment les gardiens de lui donner l'entrée dans l'enceinte.
Ceux-ci consentent à ouvrir la porte, et Bertrand, qui s'est posté dans le voisinage avec ses Bretons, profite de cette circonstance pour pénétrer dans Mantes dont il se rend maître et qu'il met au pillage.
Une variante indique que Bertrand Du Guesclin, déguisé en vigneron, réussit à s'introduire dans la ville et après s'être rendu maitre des barrières et de la porte fait pénétrer l'ensemble de ses troupes dans la ville.

## Variantes sur le siège
Il existe au moins deux versions concernant le récit de la prise de Mantes :
- Le récit de Froissart dans ses chroniques (1369-1373)[1] ;
- Le récit rapporté par Paul Hay, fils, chevalier, seigneur du Châtelet, dans son ouvrage l'histoire de Bertrand Du Guesclin connétable de France et des royaumes de Léon, de Castille, de Cordoue et de Séville, duc de Molines, comte de Longueville, etc. (1664).

### Version Froissart
Le texte reproduit ici provient des chroniques de Froissart écrit en vieux françois. Il est remanié en français moderne pour les mots courants
- « Harou, bonnes gens de Mantes, ouvrez vos portes, laissez-nous entrer et recueillez-nous car ces mourdreours et pillards de Rolleboise nous encaucent et nous ont desconfis par grande mésaventure.
- Qui êtes-vous sire, demandent les gardes qui étaient à la barrière et qui gardaient les portes de la ville.
- Je suis Boucicault, maréchal de France, que le duc de Normandie envoi devant Rolleboise, mais il m'en ai mal pris car les larrons du château m'ont déjà desconfi et je préfère fuir car ils me prendront ainsi que mes gens si vous ne nous ouvrez pas.
- Ceux de Mantes répondirent qu'ils cuidèrent ses paroles et que les pillards de Rolleboise étaient également leurs ennemis. Que d'autre part le duc de Normandie votre maître het le roi de Navarre notre seigneur et qu'ils sont en grand doute d'être deceu par vous qui estes mareschaus de France.
- Le maréchal répondit : « par ma foi seigneurs, nenni, je ne suis venu ici pour trouver une entente et pour grever la garnison de Rolleboise. »

À ces mots les gardes ouvrent alors leur barrières et leur porte et laissent entrer le seigneur de Boucicault et se route qui entraient petit à petit. Entre les soldats de Boucicault et ceux de Du Gesclin qui rentraient sans discontinuer, les portes ne purent être refermées et les Bretons, qui étaient les derniers, se saisirent des barrières et de la porte et crièrent : « À mort tous les Navarrais » entrant et pillant les hôtels dans l'ensemble de la ville.

### Version Paul Hay
Le texte n'est pas reproduit avec son orthographe et sa typographie d'époque comme pour celui de Froissart, sauf la première phrase, à titre d'exemple.
Le siège de Rolleboise tiroit en longueur d'autant que la place estoit extrêmement fortifiée, Du Guesclin pensa cependant à conquérir la ville de Mantes qui tenoit pour le Roy de Nauarre et qui était située assez près de Rolleboise.
Mais ce n'était pas facile car la ville était bien munie et la garnison en était bonne. Du Guesclin décide alors d'employer la ruse, car pour capturer une telle ville il aurait fallu une grande armée qu'il ne possède pas.
Au petit jour, il fait travestir une dizaine de ses hommes, prenant lui-même des habits de vigneron et proposant aux bourgeois de s'offrir, avec ses compagnons, pour travailler aux vignes. Intéressés, les bourgeois de Mantes baissèrent la planchette et les prétendus vignerons commencèrent à pénétrer dans la ville. Alors qu'une partie étaient encore dehors, une charrette se présenta pour sortir de la ville, ce qui fit que le pont principal fut baissé.
Deux des soldats déguisés se jetèrent sur la charrette pour couper les cordes de l'attelage afin d'empêcher que le pont ne soit levé, et à coups d'épées et à coups de haches, qu'ils avaient cachés sous leurs habits, ils tuèrent quelques gardes de cette porte.
Alors Du Guesclin donna le signal et 30 hommes de sa compagnie commandés par un Breton, Guillaume de Launoy, qui étaient en embuscade derrière une grange à cent pas de la ville arrivèrent en chargeant en criant Launoy-Launoy, leur cri de ralliement.
Ils se rendent maitres de la porte mais donnent l'alarme aux bourgeois dont la plus grande partie était encore au lit. Toutefois le reste des troupes conduite par Louis de Châlon, comte d'Auxerre, frère de Jean III de Châlon, comte d'Auxerre, pénètrent dans la ville. Du Guesclin quitte alors ses habits de vigneron et il se met à la tête de ses troupes. Alors on entendit dans tous les quartiers de la ville le cri de Notre-Dame, Du Guesclin.
Les bourgeois s'enfuirent dans la grande église qui était fortifiée et ou ils prirent la résolution de se défendre. Du Guesclin et ses capitaines somment les habitants de se rendre et après quelques difficultés les bourgeois capitulèrent. Du Guesclin laissait la vie sauve à ceux qui voulaient rester au service du roi de Navarre à condition qu'ils quittent la ville sans rien emporter. Les autres pouvaient demeurer dans leurs maisons avec leurs biens mais en faisant serment d'obéissance au roi de France.
Les habitants de Mantes prièrent Du Guesclin d'assiéger Meulan afin que les Navarrais ne puissent les attaquer. Meulan fut assiégée après la prise de Rolleboise.

## Conséquences
Une fois Mantes prise, une route de Bretons, avec Du Guesclin, part à cheval pour férir Meulan situé à une lieue.

## Sources
- Chroniques de Froissart volume 6, année 1364.
- Histoire de Bertrand Du Guesclin connétable de France et des royaumes de Léon, de Castille, de Cordoue et de Séville, duc de Molines, comte de Longueville, etc. par Paul Hay, fils, chevalier, seigneur du Châtelet.